# Canoagem nos Jogos Olímpicos de Verão de 1964
A canoagem nos Jogos Olímpicos de Verão de 1964 foi realizada em Tóquio, no Japão, entre 20 e 22 de outubro. Dos sete eventos disputados, cinco eram masculinos e dois femininos. Ambos os eventos femininos eram 500 metros de caiaque, enquanto no masculino eram três mais duas provas de canoa, todas em percurso de 1000 metros. O K-4 masculino foi introduzido no programa olímpico em substituição aos 4-500 metros do K-1 disputados em 1960.

## Eventos da canoagem
Masculino:
 C-1 1000 metros | C-2 1000 metros | K-1 1000 metros | K-2 1000 metros | K-4 1000 metros

Feminino:
 K-1 500 metros | K-2 500 metros

## Masculino

### C-1 1000 metros masculino
| Pos. | País                     | Atletas         | Tempo   |
| ---- | ------------------------ | --------------- | ------- |
|      | Equipe Alemã Unida (EUA) | Jürgen Eschert  | 4:35.14 |
|      | Romênia (ROM)            | Andrei Igorov   | 4:37.89 |
|      | União Soviética (URS)    | Yevgeni Penyaev | 4:38.31 |

### C-2 1000 metros masculino
| Pos. | País                  | Atletas                          | Tempo   |
| ---- | --------------------- | -------------------------------- | ------- |
|      | União Soviética (URS) | Andrei Khimich Stepan Oshchepkov | 4:04.64 |
|      | França (FRA)          | Jean Boudehen Michel Chapuis     | 4:06.52 |
|      | Dinamarca (DEN)       | Peer Nielsen John Sørensen       | 4:07.48 |

### K-1 1000 metros masculino
| Pos. | País          | Atletas        | Tempo   |
| ---- | ------------- | -------------- | ------- |
|      | Suécia (SWE)  | Rolf Peterson  | 3:57.13 |
|      | Hungria (HUN) | Mihály Hesz    | 3:57.28 |
|      | Romênia (ROM) | Aurel Vernescu | 4:00.77 |

### K-2 1000 metros masculino
| Pos. | País                     | Atletas                              | Tempo   |
| ---- | ------------------------ | ------------------------------------ | ------- |
|      | Suécia (SWE)             | Sven-Olov Sjödelius Gunnar Utterberg | 3:38.54 |
|      | Países Baixos (NED)      | Antonius Geurts Paulus Hoekstra      | 3:39.30 |
|      | Equipe Alemã Unida (EUA) | Heinz Büker Holger Zander            | 3:40.69 |

### K-4 1000 metros masculino
| Pos. | País                     | Atletas                                                             | Tempo   |
| ---- | ------------------------ | ------------------------------------------------------------------- | ------- |
|      | União Soviética (URS)    | Nikolai Chuzhikov Anatoli Grishin Vyacheslav Ionov Vladimir Morozov | 3:14.67 |
|      | Equipe Alemã Unida (EUA) | Günther Perleberg Bernhard Schulze Friedhelm Wentzke Holger Zander  | 3:15.39 |
|      | Romênia (ROM)            | Simion Cuciuc Atanase Sciotnic Mihai Ţurcaş Aurel Vernescu          | 3:15.51 |

## Feminino

### K-1 500 metros feminino
| Pos. | País                  | Atletas                     | Tempo   |
| ---- | --------------------- | --------------------------- | ------- |
|      | União Soviética (URS) | Lyudmila Khvedosyuk-Pinaeva | 2:12.87 |
|      | Romênia (ROM)         | Hilde Lauer                 | 2:15.35 |
|      | Estados Unidos (USA)  | Marcia Jones-Smoke          | 2:15.68 |

### K-2 500 metros feminino
| Pos. | País                     | Atletas                             | Tempo   |
| ---- | ------------------------ | ----------------------------------- | ------- |
|      | Equipe Alemã Unida (EUA) | Roswitha Esser Annemarie Zimmermann | 1:56.25 |
|      | Estados Unidos (USA)     | Francine Fox Glorianne Perrier      | 1:59.16 |
|      | Romênia (ROM)            | Hilde Lauer Cornelia Sideri         | 2:00.25 |

## Quadro de medalhas da canoagem
| Ordem | País                   | Medalha de ouro | Medalha de prata | Medalha de bronze | Total |
| ----- | ---------------------- | --------------- | ---------------- | ----------------- | ----- |
| 1     | URS União Soviética    | 3               | 0                | 1                 | 4     |
| 2     | EUA Equipe Alemã Unida | 2               | 1                | 1                 | 4     |
| 3     | SWE Suécia             | 2               | 0                | 0                 | 2     |
| 4     | ROM Romênia            | 0               | 2                | 3                 | 5     |
| 5     | USA Estados Unidos     | 0               | 1                | 1                 | 2     |
| 6     | FRA França             | 0               | 1                | 0                 | 1     |
| 6     | HUN Hungria            | 0               | 1                | 0                 | 1     |
| 6     | NED Países Baixos      | 0               | 1                | 0                 | 1     |
| 9     | DEN Dinamarca          | 0               | 0                | 1                 | 1     |